# Jacob van der Gaag
Jacob van der Gaag (Utrecht, 7 januari 1905 - Leiden, 7 februari 1988) was een Nederlands verzetsstrijder tijdens de Tweede Wereldoorlog en diplomaat.

## Jeugd, opleiding en werk
Jaap van der Gaag, verzetsnaam "Richard", werd geboren als zoon van de fabrieksknecht Albertus Reijer Anne van der Gaag en Everdina Maria Brom. Op vijftienjarige leeftijd monsterde hij aan als lichtmatroos op een vrachtschip naar Indië. Lijdend aan malaria keerde hij terug in Utrecht, voltooide daar de vijfjarige HBS en ging als werkstudent aan de universiteit geofysica studeren. Door geldgebrek stopte hij zijn studie na drie jaar en ging hij werken bij de Bataafsche Petroleum Maatschappij. Hij werkte als 'gravity surveyor' bij de exploratie van olievelden achtereenvolgens in Venezuela (1927-1930), Borneo (1930-1934), Argentinië (1934-1936) en weer Venezuela (1936-1939).

## Oorlogstijd
In 1939 keerde Van der Gaag vanwege de oorlogsdreiging in Europa op eigen verzoek terug naar Nederland waar zijn gezin verbleef. Hij ging met hen in Wassenaar wonen. Nadat in 1941 zijn vrouw was overleden, trouwde hij met zijn schoonzus en vertrok naar het oosten van het land om daar geofysisch onderzoek naar de aanwezigheid van olie uit te voeren. 
Van der Gaag raakte al spoedig betrokken bij het verzetswerk. Het begon met hulp aan onderduikers, het verzamelen van inlichtingen en het vervalsen van bonkaarten. In januari 1944 ging hij deelnemen aan de Raad van Verzet die een bundeling nastreefde van alle actieve verzetsorganisaties. In september 1944 werd hij, hoewel niet voorgedragen namens de Raad, benoemd in het College van Vertrouwensmannen. Dit college was in opdracht van de Londense regering in ballingschap opgericht om de orde en rust bij de komende bevrijding te handhaven en voorbereidingen te treffen voor de naoorlogse situatie. In januari 1945 ging hij namens het college via het bevrijde zuiden van Nederland naar Londen, om te overleggen over de situatie na de bevrijding. In april 1945 ging hij opnieuw naar Groot-Brittannië, dit keer op verzoek van Reichskommissar A. Seyss-Inquart. Zijn taak was de Nederlandse regering over te halen onderhandelingen te beginnen over voedseldroppings boven het uitgehongerde westen van Nederland in ruil voor uitstel van het geplande offensief tegen West-Nederland. De Duitsers dreigden in geval van weigering het land onder water te zetten door de dijken door te steken. Van der Gaag slaagde in zijn opdracht, maar daardoor verslechterde zijn reputatie in verzetskringen.

## Na de oorlog
Na de bevrijding werkte Van der Gaag kort bij het ministerie van Buitenlandse Zaken, maar dat werk ervoer hij als saai en niet erg zinvol. Zijn diplomatieke carrière begon hij als eerste ambassadesecretaris in Mexico. Daarna ging hij als tijdelijk zaakgelastigde naar Praag en poogde op eigen initiatief tussenbeide te komen in het proces van de van economische spionage verdachte ondernemer J. Louwers, waardoor hij in 1950 in Tsjechoslowakije persona non grata werd. Daarna werkte hij als consul-generaal in de Britse kroonkolonie Singapore. Hier bemiddelde hij namens de Nederlandse regering om het meisje Bertha Hertogh, dat daar bij pleegouders woonde, toe te laten wijzen aan haar Nederlandse ouders. Ook was hij verantwoordelijk voor het voorkomen van uitlevering aan Indonesië van de van oorlogsmisdaden verdachte kapitein Westerling. 
Als tijdelijk zaakgelastigde in Rangoon, Birma in 1951 en 1952 raakte Van der Gaag in de problemen toen bleek dat hij geheime inlichtingen uitwisselde met de Indonesische regering. Hij werd door Buitenlandse Zaken naar Nederland teruggehaald, waarna hij in Den Haag verantwoordelijk werd voor het beheer, de administratie en de distributie van buitenlandse hulpgoederen tijdens de Watersnoodramp in 1953, een taak die hem op het lijf geschreven was als organisator en improvisator. Hierna was hij van 1954 tot 1958 consul in Chili en van 1958 tot 1965 consul-generaal in Bombay. Op beide posten slaagde hij er in uitstekende relaties met de buitenwereld, zijn medewerkers en de Nederlandse kolonie te ontwikkelen. In 1965 werd hij ambassadeur in Cuba en in 1970 ging hij met pensioen. Hij bleef aanvankelijk in het buitenland, maar keerde in 1978 naar Nederland terug. Hij ging in Leiden wonen, waar hij in 1988 overleed.

## Personalia
Op 3 maart 1934 trouwde Van der Gaag met Maria Irenea Henrica Bresser (1907-1941). Hij kreeg met haar drie zonen, van wie een jong overleed. Na haar overlijden trouwde hij op 21 november 1941 met de zus van zijn vrouw, Berdina Helena Gijsberta Bresser (1911-1994). Met haar kreeg hij nog vier zonen en een dochter.

## Onderscheidingen
Op 8 april 1953 kreeg Van der Gaag te Den Haag van de Amerikaanse regering voor zijn verzetsactiviteiten de Medal of Freedom uitgereikt.

## Publicaties
- Een aantal mathematische en fysische artikelen.
- "Onze Man in Havana" in De Gids 131, 1968, pagina 206-209 dbnl
- Vrijgevochten (Herinneringen 1940-1967). Met een voorwoord van Willem Drees. Naarden, Strengholt, 1984. ISBN 9060105907